# Arnaud Valois

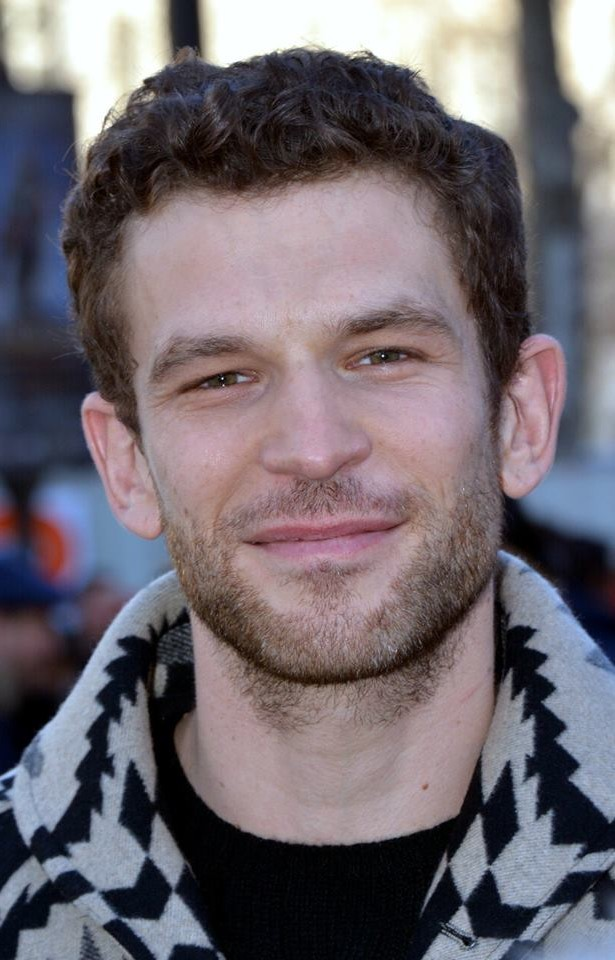
Arnaud Valois 2018

Arnaud Valois (* 29. Februar 1984 in Lyon) ist ein französischer Filmschauspieler.

## Leben
Valois wuchs in Lyon auf und interessierte sich schon früh für das Theater. Zunächst begann er, Rechtswissenschaften zu studieren, nahm dann jedoch zwei Jahre lang Schauspielunterricht am Cours Florent in Paris. Im Jahr 2004 erhielt er seine erste Rolle als stummer Mann in Christophe und Stephane Bottis Kurzfilm Plutôt d’accord. In Selon Charlie von Nicole Garcia war Valois erstmals auf der Kinoleinwand zu sehen. Weitere kleine Rollen in Kurz- und Langfilmen folgten, bevor er sich ab 2011 zunächst aus dem Filmgeschäft zurückzog. Er ging nach Thailand und absolvierte eine Ausbildung zum Massagetherapeuten, als der er in Frankreich mehrere Jahre arbeitete. Zudem schrieb er sich in der École de sophrologie ein und erhielt auch hier 2018 einen Abschluss.
Seinen größten Erfolg hatte Valois nach seiner Rückkehr zum Film in Robin Campillos Filmdrama 120 BPM, das 2016 gedreht wurde und 2017 erschien. Im Film, der die AIDS-Welle Anfang der 1990er-Jahre zum Thema hat, übernahm er die Hauptrolle des Act-Up-Aktivisten Nathan. Für seine Darstellung wurde er 2018 für einen César als Bester Nachwuchsdarsteller nominiert. Bei den Prix Lumières 2018 erhielt er den Preis als bester Nachwuchsdarsteller. Im Jahr 2020 war Valois erstmals in einer Fernsehproduktion zu sehen: In der Serie Moloch übernahm er neben Olivier Gourmet und Marine Vacth die Rolle des Polizisten Tom.

## Filmografie
- 2004: Plutôt d’accord (Kurzfilm)
- 2006: Selon Charlie
- 2008: Cliente
- 2009: La fille du RER
- 2011: Eyes Find Eyes
- 2017: 120 BPM (120 battements par minute)
- 2018: Nos vies formidables
- 2019: Ausgeflogen (Mon bébé)
- 2019: Paradise Hills
- 2020: Die Rolle meines Lebens (Garçon chiffon)
- 2020: Frühling in Paris (Seize printemps)
- 2020: Moloch (TV-Serie)
- 2020: Si demain
- 2023: Good Grief
- 2024: Becoming Karl Lagerfeld (Miniserie)

## Auszeichnungen (Auswahl)
- 2018: Prix Lumières, Bester Nachwuchsdarsteller, für 120 BPM
- 2018: César-Nominierung, Bester Nachwuchsdarsteller, für 120 BPM
- 2018: CinEuphoria, Publikumspreis als Bester Nebendarsteller, für 120 BPM